# 5-я стрелковая дивизия (2-го формирования)
5-я стрелковая Орловская ордена Ленина Краснознамённая орденов Суворова и Кутузова дивизия — воинское соединение РККА в Великой Отечественной войне и после неё.

## История
Сформирована в соответствии с приказом № 199425 от 7 октября 1942 года ставки Верховного Главнокомандования 13 октября 1942 на базе 109-й стрелковой бригады в районе Архангельское — Студенец — Орлик — Чигиринка Чернского района Тульской области Московского военного округа.
В действующей армии с 13 октября 1942 по 9 мая 1945 года.
В период с октября 1942 года по январь 1943 года дивизия вела наступательные и оборонительные бои в районе реки Зуша.
13 февраля 1943 года дивизия, перейдя в наступление с рубежа Красный — Хутор Городище, форсировала Оку и, ведя бой с подразделениями 221-й пехотной дивизии, к 13 часам достигла второго ряда проволочных заграждений на рубеже Сивкова — Городище и дальше продвинуться не смогла, неся большие потери от всех видов огня противника. 14 февраля части дивизии вели бои за освобождение Городище, но потерпели неудачу. Всего за 2 дня боев дивизия потеряла убитыми и ранеными 1940 человек. 20 февраля 1943 года части дивизии вели наступательные бои в районе Мценска, освободив Городище. Всего за период с 13 февраля по 1 марта дивизия потеряла убитыми и ранеными 4427 человек, после чего в составе армии была переброшена на левый фланг фронта. 6 марта 1943 года дивизии была поставлена задача совместно с 283-й стрелковой дивизией овладеть Калининский. Перейдя в наступление с рассветом 7 марта к вечеру дивизия достигла Всхода. 8 марта 1943 года дивизия вступила в бои за освобождение Красное Поле, которые продолжались до 13 марта и закончились безрезультатно.
В мае 1943 года дивизия была отмечена в докладной записке Смерш Брянского фронта как наиболее подверженная случаям измены родине.

### Орловская наступательная операция
9 июля 1943 года дивизия была переведена во 2-й эшелон фронта, сдав свои позиции 129-й стрелковой дивизии. С 12 по 24 июля 1943 года в ходе Орловской стратегической наступательной операции вела бои за населённые пункты Большой Малиновец, Желябуга, Грачёвка, Золотарёво, Сетуха. Отличилась в боях за Грачевку, Подмаслово, которые были освобождены 20 июля, и Золотарево.
13 июля 1943 года, на второй день операции, дивизия была введена в бой в районе деревни Казинка Моховского района Орловской области. 336-й стрелковый полк дивизии первым принял бой в районе деревни Сетуха, посёлка Затишье Моховского района, нанося противнику тяжёлые удары и отбрасывая его с захваченных им ранее опорных пунктов. После потери противником таких важных опорных пунктов обороны, как Малое Измайлово, Большой Малиновец, высота 244,9, немецкое командование стало принимать все меры к тому, чтобы любой ценой задержать продвижение советских войск. 14 июля 1943 года части дивизии подверглись сильным ударам из района села Желябуга. Однако все контратаки немецких войск, несмотря на сильную поддержку их огнём артиллерии и авиации, были успешно отражены с большими потерями для противника. В этот же день 336-й стрелковый полк освободил деревни Желябуга и Марьина Моховского района. 15 июля 1943 года дивизия перешла к обороне.
17 июля 1943 года в 11 час. 30 мин. после артподготовки и десятиминутного авиационного налета войска дивизии возобновили наступление. 19 июля 1943 года подразделения 336-го стрелкового полка дивизии освободили деревню Подмаслово Моховского района. В ночь на 20 июля 1943 года в район поселка Прилеп был выслан усиленный разведывательный отряд дивизии. Обнаружив, что этот населённый пункт оставлен противником, отряд на рассвете занял его. 336-й стрелковый полк в упорном бою 21 июля 1943 года овладел деревней Фёдоровка, железнодорожной станцией и деревней Золотарёво, осуществив окружение и полное уничтожение их гарнизонов. 21 июля, преследуя врага, дивизия вышла к реке Оптухе. Встретив здесь упорное сопротивление противника, дивизия стала готовиться к прорыву последней (тыловой) оборонительной полосы противника на подступах к городу Орлу. 25 июля 1943 года дивизия вновь перешла в наступление своим левым флангом. В бою за высоту 242,1 командир 336-го стрелкового полка применил тактическое просачивание через боевые порядки противника, уничтожая врага с тыла. Полк захватил аэродром, деревню Домнино Орловского района Орловской области и переправу через реку Оптуха. В первый день наступления части дивизии встретили сильное сопротивление противника на западном берегу реки Оптухи и, форсировав реку, смогли лишь незначительно вклиниться в неприятельскую оборону.
1 августа 1943 года дивизия продолжила напряжённые наступательные бои, преодолевая промежуточную оборонительную полосу противника. К 13 часам 3 августа 1943 года дивизия завязала бои на восточной окраине деревни Разуваево Орловского района. 336-й стрелковый полк дивизии освободил деревню Крутая Гора Орловского района. На рассвете 4 августа дивизия овладела деревнями Ольховец и Овсянниково и первой ворвалась в город Орёл с востока, в районе восточнее парка Северного, улиц Московской, Новосильской и Пушкинской, и с юга, и, после напряженных уличных боев, к вечеру очистила от противника восточную часть города. Передовые подразделения дивизии совместно с передовыми частями 380-й стрелковой дивизии форсировали реку Оку в историческом центре Орла под постоянным огнём противника и ворвались в западную часть города, водрузив красное знамя над церковью Богоявления, в месте слияния рек Оки и Орлика. В ходе штурма города большую помощь войскам оказывали местные жители. Они помогали вести разведку, находить удобные проходы, помогали в устройстве переправ через Оку. В разгар боя, когда потребовалось срочно восстановить разрушенный мост через Оку, на помощь сапёрам пришло около трёхсот граждан Орла. Через шесть часов мост был готов, и по нему началась переправа танков и автомобилей. В тот же день по приказу ВГК № 2 в честь воинских формирований освободивших Орёл был дан первый в ходе Великой Отечественной войны салют, а самой дивизии было присвоено почетное наименование «Орловская».

### Брянская операция
С 1 сентября по 3 октября 1943 года дивизия принимала участие в Брянской наступательной операции. После артиллерийской подготовки 1 сентября начала наступление в составе левого крыла оперативной группировки Брянского фронта общим направлением на административный центр Брасовского района посёлок Локоть — город Трубчевск Брянской области. 7 сентября 1943 года части дивизии прорвали оборону противника южнее города Брянска, форсировали реку Десна в районе города Трубчевск и овладели плацдармом на правом берегу реки.
3 октября 1943 года части дивизии вышли на реку Сож, форсировали её в районе города Ветка Гомельской области и захватили плацдарм на правом берегу реки, создав благоприятные условия для дальнейшего наступления на гомельском направлении. Противник непрерывно контратаковал защитников плацдарма при поддержке танков, артиллерии и авиации. Через 3 дня непрерывных боёв в стрелковых ротах оставалось по 5-7 человек. Все командиры рот были ранены или убиты. Несмотря на понесенные потери, бойцы выбили немцев из их траншей, но уже вечером оставили захваченные траншеи после контратаки противника и отошли на линию миномётных позиций. Командиры миномётных батарей усилили стрелковые подразделения за счёт своего личного состава, оставив у миномёта по 2 бойца, чтобы вести прицельный огонь на предельно допустимом расстоянии. Наступление гитлеровцев захлебнулось. Бойцы стрелковых батальонов, усиленные батарейцами и поддержанные миномётным огнём, вновь перешли в атаку и заняли окопы переднего края противника.
20 октября 1943 года дивизия в составе 35-го стрелкового корпуса 63-й армии вошла во вновь образованный Белорусский фронт.

### Битва за Днепр
2 декабря 1943 года части дивизии в составе 3-й армии Белорусского фронта вышли к реке Днепр в районе реки Бобровки, села Гадиловичи Рогачёвского района Гомельской области БССР, заняли оборону и вели подготовку к форсированию Днепра.

### Рогачевско-Жлобинская операция
21 — 26 февраля 1944 года дивизия в составе войск 80-го стрелкового корпуса 50-й армии Белорусского фронта участвовала в Рогачёвско-Жлобинской операции, проведённой с целью разгрома группировки противника в районе городов Рогачёв, Жлобин Гомельской области БССР и создания благоприятных условий для наступления на бобруйском направлении.
Особенно отличился отдельный лыжный батальон майора Коваленко Б. Е., который 21 февраля 1944 года первым форсировал Днепр севернее Нового Быхова, скрытно и без потерь прошёл до 15 км в тыл противника на западную окраину станции Тощица, установил связь с самолётами и корректировал им цели по противнику с техникой, установил связь с партизанами и мирным населением, скрывающимися в лесах, и вывел их в наши тылы, внезапно атаковал станцию Тощица, уничтожив до 500 солдат и офицеров противника, захватил множество трофеев, обеспечил продвижение войск дивизии, при этом потерь не понес.
336-й стрелковый полк, в ночь на 22 февраля пробравшись лесами в тыл противника и объединив свои усилия с ранее высланным сюда лыжным батальоном, утром овладел станцией Тощица в Быховском районе Могилёвской области Белоруссии, перерезав тем самым железную дорогу Жлобин — Могилёв, чем способствовал наступлению главных сил дивизии. В течение дня 22 февраля 142-й и 190-й стрелковые полки дивизии взяли населённые пункты Липа, Калинин, Большевик, вышли на подступы к городу Рогачёв с северо-востока и установили связь с 336-м стрелковым полком на станции Тощица. Части дивизии 23 февраля 1944 года в районе железнодорожной станции Тощица отбили неоднократные контратаки противника, поддержанные танками, артиллерией и огнём двух бронепоездов. 24 февраля отдельный лыжный батальон и другие части дивизии в районе деревни Дедово соединились с партизанами Быховской военно-оперативной группы. Командование группой армий «Центр» подтянуло к городу Рогачёв 5-ю танковую дивизию и часть сил 4-й танковой дивизии, из-под Витебска перебросило 20-ю танковую дивизию. Части дивизии 24 февраля 1944 года, наступая на северо-запад, продвинулись на 10-11 км и овладели деревнями Дедово и Хомичи Быховского района Могилёвской области. 25 февраля, несмотря на решительные действия, понесли значительные потери и успеха не имели. Сопротивление противника усилилось. По приказу командования фронта с 26 февраля дивизия перешла к обороне.
За образцовое выполнение боевых заданий командования на фронте борьбы с немецкими захватчиками и массовый героизм личного состава 26 февраля 1944 года дивизия была награждена орденом Красного Знамени.

### Белорусская операция
24 — 29 июня 1944 года дивизия в составе 80-го стрелкового корпуса 3-й армии 1-го Белорусского фронта принимала участие в Белорусской наступательной операции «Багратион». В ходе её составной части — Бобруйской стратегической наступательной операции — дивизия с 24 июня 1944 года принимала участие в прорыве вражеской обороны северо-западнее города Рогачёва Гомельской области БССР. На 24 июня 1944 года дивизия имела задачу прорвать сильно укрепленную полосу обороны немцев на западном берегу реки Друть в районе деревни Литобич Кировского района Могилевской области БССР, уничтожить противостоящего противника и перейти в решительное преследование. Частям дивизии предстояло форсировать реку Друть на участке, где долина не только заболочена на протяжении километра, но и прорезана многими протоками. Противник на этом участке имел лишь слабую оборону, поскольку считал, что здесь наступать невозможно. Но командир дивизии Герой Советского Союза полковник Михалицын рассуждал иначе. Он провёл большую подготовительную работу к наступлению. Из подручных средств были изготовлены лодки, наведены штурмовые мостики. Много занятий проводилось в ротах и батальонах. Подразделения дивизии учились вести бой в лесисто-болотистой местности с преодолением рек, с переправой на подручных средствах. Артиллеристы тщательно изучали огневые точки противника, анализировали данные, отсеивали ложные. Пристрелка по различным целям была произведена заблаговременно. На исходное положение пехота была выведена скрытно. Противник не сумел вскрыть этой подготовки, и дивизия достигла тактической внезапности. В 3 часа 24 июня 1944 года началась артподготовка. Сигналом к началу артподготовки был залп гвардейских миномётов. Вслед за ним загремели две тысячи артиллерийских и миномётных стволов. Противник был так ошеломлён, что долго молчал и лишь через час начал отвечать слабым артиллерийским огнём. Дивизия по плану командования фронтом наступала на второстепенном направлении, через заболоченную долину реки Друть между деревнями Хомичи и Ректа Рогачёвского района Могилевской области в северо-западном направлении с ближайшей задачей — выйти на шоссе Могилев — Бобруйск в целях обеспечения ударной группировки армии справа. Но именно потому, что противник совершенно не ожидал её там, дивизия, начав наступление всего лишь после двадцатиминутной артиллерийской подготовки, быстро продвинулась вперед. В результате хорошо организованного боя дивизия успешно прорвала сильно укрепленную оборону противника на реке Друть и, быстро разъединив боевые порядки, наступала в северном и северо-западном направлении. В первый день боя дивизия продвинулась вперед на 12 км, выполнив тем самым трёхдневную задачу, поставленную командованием. 25 июня 1944 года в приказе Верховного Главнокомандующего была объявлена благодарность войскам 1-го Белорусского фронта за прорыв обороны противника на реке Друть, и в Москве был дан салют. В дальнейшем, отразив многочисленные контратаки противника, части дивизии перешли в его преследование, совершая в сутки по 30 — 35 км. Кроме того дивизия очищала лесные массивы от оказавшегося в тылу противника и захватила много пленных, вооружения, техники.
За образцовое выполнение боевых заданий командования на фронте борьбы с немецкими захватчиками и массовый героизм личного состава 2 июля 1944 года дивизия была награждена орденом Суворова II степени.

### Минская операция
29 июня — 4 июля 1944 года в ходе Минской стратегической наступательной операции дивизия в составе 80-го стрелкового корпуса 3-й армии 1-го Белорусского фронта принимала участие в нанесении удара по противнику в направлении города Минск и далее, совместно с войсками 2-го Белорусского фронта, в завершении окружения минской группировки противника. За период боев с 24 июня по 4 июля 1944 года части дивизии нанесли противнику (57-й, 707-й и 267-й пехотным дивизиям Вермахта) серьёзный урон: было уничтожено до 1400 гитлеровцев, захвачено в плен 560, подбито и уничтожено 11 танков и самоходных орудий, захвачено в качестве трофеев 20 орудий разных калибров, 10 самоходных орудий, 10 автомашин, 3 артсклада, 30 пулемётов.

### Белостокская операция
С 5 по 9 июля 1944 года в ходе Белостокской наступательной операции части и подразделения дивизии в составе 40-го стрелкового корпуса 3-й армии 2-го Белорусского фронта, уничтожая арьергарды разбитых немецко-фашистских соединений 9-й армии группы армий «Центр» и подходящие резервы противника, продвинулись на 120—125 км, освободив при этом сотни населённых пунктов.
14 июля 1944 года в ходе Белостокской операции совместно со 129-й и 169-й стрелковыми дивизиями освободила Волковыск. Ворвавшись в город с юго-восточного направления и захватив центр города, части дивизии удерживали его до подхода главных сил.
За образцовое выполнение боевых заданий командования на фронте борьбы с немецкими захватчиками и массовый героизм личного состава 25 июля 1944 года дивизия награждена орденом Кутузова II степени.
Воины дивизии отличились в боях за областной центр БССР город Белосток. Обходным манёвром части дивизии способствовали овладению городом. 26 июля 1944 года 336-й стрелковый полк совместно с 510-м отдельный огнемётно-танковым полком, использующим огнемётные танки, как танки непосредственной поддержки пехоты, наступал вслед за танками Т-34, оборудованными навесными минными тралами. Преодолев вслед за танками минные поля, воины полка дружно атаковали противника и выбили его с занимаемых рубежей.
Войскам, участвовавшим в боях за освобождение города Белосток, приказом ВГК от 27 июля 1944 года объявлена благодарность и в Москве дан салют 20-ю артиллерийскими залпами из 224-х орудий. 336-му стрелковому полку дивизии Приказом ВГК № 0252 от 9 августа 1944 года присвоено почётное наименование Белостокский.
В августе — ноябре 1944 года дивизия в составе 40-го стрелкового корпуса 3-й армии 2-го Белорусского вела бои в Западной Белоруссии и восточной Польше. В ходе напряжённых боев части дивизии преодолели оперативное предполье на подступах к Восточной Пруссии и вышли на реку Нарев, нанеся противнику большие потери в живой силе и технике. 4 августа 1944 года дивизия форсировала реку Нарев в районе города Сураж и вела бои за расширение плацдарма на её левом берегу.
С 29 сентября 1944 года находилась в обороне по реке Нарев, приняв полосу обороны 290-й, а затем с 11 октября и 160-й стрелковой дивизий.
В ночь на 6 октября 1944 года дивизия заняла плацдарм на западном берегу в излучине реки Нарев южнее Ружан. С 10 по 15 октября 1944 года дивизия участвовала в боях по расширению ружанского плацдарма. В результате боёв совместно с другими соединениями углубила плацдарм с шести до двадцати километров и расширила его до восемнадцати, вышла к шоссе Ружан — Макув. На расширенном плацдарме в короткий срок была создана глубокая оборона. Со второй половины октября 1944 года до 13 января 1945 года дивизия оборонялась, изучала противника, вела подготовку к будущему наступлению.

### Восточно-Прусская операция
13 января — 25 апреля 1945 года дивизия в составе 40-го стрелкового корпуса 3-й армии принимала участие в Восточно-Прусской операции.
В ходе Млавско-Эльбингской операции 20 января 1945 года дивизия форсировала реку Ожиц в районе Яново и вторглась на территорию Восточной Пруссии. 23 января 1945 года совместно с 129-й стрелковой дивизией освободила город Ортельсбург.
После некоторой передышки и перегруппировки войск, с 13 марта 1945 года дивизия в составе 40-го стрелкового корпуса 3-й армии 3-го Белорусского фронта участвовала в боях по уничтожению восточно-прусской группировки противника, прижатой к заливу Фришес-Гафф Балтийского моря. Начиная с 15 марта 1945 года дивизия вступила в решающие бои. Несмотря на отчаянное сопротивление обречённого противника, личный состав дивизии своими смелыми и дерзкими действиями сломил вражеское сопротивление. 16 марта части дивизии заняли Вальтерсдорф. В наиболее решительных боях с 15 по 27 марта продвинулась вперед на 27 км, освободила 22 населённых пункта, в том числе Хайлигенба́йль, нанесла огромный урон противнику в живой силе и технике.
За период боевых действий по ликвидации восточно-прусской группировки немцев воины дивизии уничтожили 4920 гитлеровских солдат и офицеров, 88 орудий, 220 пулемётов, 4 бронетранспортера, 3 самоходных орудия, 480 автомашин, 52 миномёта, 530 лошадей. 8054 солдата и офицера противника были взяты в плен, в качестве трофеев захвачено 64 орудия разных калибров, 14 миномётов, 1615 автоматов и винтовок, 400 автомашин, 200 лошадей, 120 мотоциклов и другое военное имущество.
8 апреля 1945 года дивизия была выведена в резерв фронта, и, совершив своим ходом марш в 550 км, передислоцирована в район юго-восточнее города Кюстрина. 15 апреля 1945 года дивизия в составе 40-го стрелкового корпуса 3-й армии была включена в 1-й Белорусский фронт и приняла участие в Берлинской операции.

### Берлинская операция
28 апреля 1945 года дивизия, после форсированного марша из района города Штернберга, вступила в бой с немецкими частями на рубеже Хальбе — Лёптен — Кёрис района Даме-Шпревальд юго-восточнее Берлина. Противник с целью прорыва к Берлину и восстановления положения, атаковал плотными цепями, гитлеровское командование совсем уже переставало считаться с потерями. С рассветом 29 апреля немцы перешли в наступление более плотными боевыми порядками и атаковали не цепями, а колоннами. На фронте дивизии в 4 км немцы произвели 23 атаки. Несмотря на большое превосходство немцев в живой силе и технике, дивизия упорно обороняла занимаемый рубеж. Измотав противника, дивизия перешла в контратаку, отбросила противника и нанесла ему большой урон. 30 апреля 1945 года группировка противника юго-восточнее Берлина была окончательно окружена и уничтожена. В итоге боев юго-восточнее Берлина с 28 по 30 апреля части дивизии уничтожили 7080 солдат и офицеров, 3 средних и 6 тяжёлых танков, 9 бронетранспортёров, 25 орудий разного калибра, 4 самоходных орудия, 39 пулемётов, 30 автомашин, 18 мотоциклов. В плен было захвачено 4524 немецких солдат и офицеров, в том числе 1 полковник и 3 майора. В качестве трофеев частями дивизии были взяты 5 танков, 15 бронетранспортёров, 12 самоходных орудий, 500 грузовых автомашин, 300 повозок, 300 лошадей, 150 пулемётов, 16 орудий, 50 миномётов, 25 тонн бензина, 30 складов с военным имуществом и продовольствием, 12 судов большого тоннажа и 50 моторных лодок, 100 легковых автомашин.
5 мая 1945 года дивизия вышла к реке Эльбе. 6 мая 1945 года дивизия в составе 40-го стрелкового корпуса наступала по восточному берегу Эльбы на север, на города Ферхлянд, Дербен и севернее, приняла участие в окружении и пленении в этом районе большой группировки противника, пытавшейся переправиться к американцам. Боевые действия дивизия закончила 9 мая 1945 года на Эльбе, северо-восточнее города Магдебург.
За образцовое выполнение боевых заданий командования на территории Германии и массовый героизм личного состава дивизия была награждена орденом Ленина.
С 10 мая части дивизии несли службу охранения по берегу Эльбы, контролируя переходящих на западный берег реки.
После окончания Великой Отечественной войны дивизия дислоцировалась в Витебске, входя в состав Минского военного округа. 4 февраля 1946 года дивизия вошла в состав объединённого Белорусского военного округа. Расформирована с 28 мая по 17 июня 1946 года.

## Подчинение
| Дата                 | Фронт (округ)         | Армия      | Корпус (группа)        | Примечания |
| -------------------- | --------------------- | ---------- | ---------------------- | ---------- |
| 1 ноября 1942 года   | Брянский фронт        | 3-я армия  |                        |            |
| 1 декабря 1942 года  | Брянский фронт        | 3-я армия  |                        |            |
| 1 января 1943 года   | Брянский фронт        | 3-я армия  |                        |            |
| 1 февраля 1943 года  | Брянский фронт        | 3-я армия  |                        |            |
| 1 марта 1943 года    | Брянский фронт        | 3-я армия  |                        |            |
| 1 апреля 1943 года   | Брянский фронт        | 3-я армия  |                        |            |
| 1 мая 1943 года      | Брянский фронт        | 3-я армия  |                        |            |
| 1 июня 1943 года     | Брянский фронт        | 63-я армия |                        |            |
| 1 июля 1943 года     | Брянский фронт        | 63-я армия |                        |            |
| 1 августа 1943 года  | Брянский фронт        | 63-я армия |                        |            |
| 1 сентября 1943 года | Брянский фронт        | 63-я армия |                        |            |
| 1 октября 1943 года  | Брянский фронт        | 63-я армия | 35-й стрелковый корпус |            |
| 1 ноября 1943 года   | Брянский фронт        | 63-я армия | 35-й стрелковый корпус |            |
| 1 декабря 1943 года  | Белорусский фронт     | 3-я армия  |                        |            |
| 1 января 1944 года   | Белорусский фронт     | 3-я армия  | 80-й стрелковый корпус |            |
| 1 февраля 1944 года  | Белорусский фронт     | 3-я армия  | 80-й стрелковый корпус |            |
| 1 марта 1944 года    | 1-й Белорусский фронт | 50-я армия | 80-й стрелковый корпус |            |
| 1 апреля 1944 года   | 1-й Белорусский фронт | 3-я армия  | 80-й стрелковый корпус |            |
| 1 мая 1944 года      | 1-й Белорусский фронт | 3-я армия  | 80-й стрелковый корпус |            |
| 1 июня 1944 года     | 1-й Белорусский фронт | 3-я армия  | 80-й стрелковый корпус |            |
| 1 июля 1944 года     | 1-й Белорусский фронт | 3-я армия  | 80-й стрелковый корпус |            |
| 1 августа 1944 года  | 2-й Белорусский фронт | 3-я армия  | 40-й стрелковый корпус |            |
| 1 сентября 1944 года | 2-й Белорусский фронт | 3-я армия  | 40-й стрелковый корпус |            |
| 1 октября 1944 года  | 2-й Белорусский фронт | 3-я армия  | 40-й стрелковый корпус |            |
| 1 ноября 1944 года   | 2-й Белорусский фронт | 3-я армия  | 40-й стрелковый корпус |            |
| 1 декабря 1944 года  | 2-й Белорусский фронт | 3-я армия  | 40-й стрелковый корпус |            |
| 1 января 1945 года   | 2-й Белорусский фронт | 3-я армия  | 40-й стрелковый корпус |            |
| 1 февраля 1945 года  | 2-й Белорусский фронт | 3-я армия  | 40-й стрелковый корпус |            |
| 1 марта 1945 года    | 3-й Белорусский фронт | 3-я армия  | 40-й стрелковый корпус |            |
| 1 апреля 1945 года   | 3-й Белорусский фронт | 3-я армия  | 40-й стрелковый корпус |            |
| 1 мая 1945 года      | 1-й Белорусский фронт | 3-я армия  | 40-й стрелковый корпус |            |

## Состав
- 142-й стрелковый полк
- 190-й стрелковый полк
- 336-й стрелковый полк
- 27-й артиллерийский полк
- 61-й отдельный истребительно-противотанковый дивизион
- 28-я отдельная разведывательная рота
- 54-й отдельный сапёрный батальон
- 255-й отдельный батальон связи (609-я отдельная рота связи)
- 31-й медико-санитарный батальон
- 270-я отдельная рота химической защиты
- 97-я автотранспортная рота
- 275-я полевая хлебопекарня
- 175-й дивизионный ветеринарный лазарет
- 1754-я полевая почтовая станция
- 1711-я полевая касса Госбанка

Периоды вхождения в состав Действующей армии:
- 13 октября 1942 года — 9 мая 1945 года.

Перечень № 5 Стрелковых, горнострелковых, мотострелковых и моторизованных дивизий, входивших в состав действующей армии в годы Великой Отечественной войны 1941—1945 гг. / А. П. Покровский. — М.: Министерство обороны, 1956. — 218 с.

## Командиры
- Дудкин, Михаил Аркадьевич (13.10.1942 — 01.12.1942), подполковник;
- Иванов, Павел Никитович (02.12.1942 — 09.03.1943), полковник;
- Терпиловский, Борис Робертович (10.03.1943 — 26.05.1943), генерал-майор;
- Волковыцкий, Фёдор Яковлевич (27.05.1943 — 09.07.1943), подполковник[9];
- Михалицын, Пётр Тихонович(10.07.1943 — 02.1946), полковник, генерал-майор;
- Греков, Михаил Андреевич (??.02.1946 — ??.03.1946), полковник;
- Рогов, Николай Васильевич(??.03.1946 — 17.06.1946), генерал-майор[10].

## Начальники штаба
- Соловьёв, Николай Ефимович (08.10.1942 — 28.10.1944), подполковник;
- Летунов, Алексей Иванович (28.10.1944 — 06.1946), полковник.

## Награды
- 5 августа 1943 года — почётное наименование «Орловская» — присвоено приказом Верховного Главнокомандующего от 5 августа 1943 года за то, что первая ворвалась в город Орёл и освободила его.
- 26 февраля 1944 года —  Орден Красного Знамени — награждена указом Президиума Верховного Совета СССР от 26 февраля 1944 года за успешное выполнение заданий командования в боях c немецкими захватчиками при освобождении города Рогачева и проявленные при этом доблесть и мужество.
- 2 июля 1944 года —  Орден Суворова 2 степени — награждена указом Президиума Верховного Совета СССР за образцовое выполнение боевых заданий командования на фронте борьбы с немецкими захватчиками при прорыве сильно укреплённой обороны немцев, прикрывающей Бобруйское направление, и проявленные при этом доблесть и мужество.[11]
- 25 июля 1944 года —  Орден Кутузова 2 степени — награждена указом Президиума Верховного Совета СССР за образцовое выполнение заданий командования в боях с немецкими захватчиками, за овладение городом Волковыск и проявленные при этом доблесть и мужество.[12]
- 26 апреля 1945 года —  Орден Ленина — награждена указом Президиума Верховного Совета СССР за образцовое выполнение боевых заданий командования в боях с немецкими захватчиками при разгроме группы немецких войск юго-западнее Кёнигсберга и проявленные при этом доблесть и мужество.[13]

Награды частей дивизии:
- 142-й стрелковый Краснознамённый[14] ордена Александра Невского[15] полк
- 190-й стрелковый Краснознамённый[14] орденов Кутузова[16] и Александра Невского[17]полк
- 336-й стрелковый Белостокский[18] Краснознамённый[14] ордена Кутузова[19] полк
- 27-й артиллерийский орденов Богдана Хмельницкого (II степени)[16] и Александра Невского[14] полк
- 61-й отдельный истребительно-противотанковый орденов Богдана Хмельницкого[20] и Александра Невского[21] дивизион
- 54-й отдельный сапёрный ордена Красной Звезды[20] батальон
- 255-й отдельный ордена Красной Звезды[16] батальон связи

## Отличившиеся воины
- Алёшкин, Александр Иванович, старший лейтенант — командир миномётной роты 142-го стрелкового полка
- Ананченко, Даниил Антонович, младший сержант — разведчик 28-й отдельной разведывательной роты
- Богомолов, Николай Тимофеевич, старший сержант — командир пулемётного расчёта 142-го стрелкового полка
- Боричевский, Артём Иванович, капитан — заместитель командира батальона 190-го стрелкового полка
- Коваленко, Борис Евгеньевич, подполковник — командир отдельного лыжного батальона
- Коршунов, Владимир Захарович, старшина — командир взвода пешей разведки 190-го стрелкового полка.
- Крынин, Степан Михайлович, сержант — командир отделения 190-го стрелкового полка
- Медведев, Гавриил Николаевич, старший сержант — командир пулемётного расчёта 336-го стрелкового полка
- Нуржанов, Казбек Бейсенович, старший сержант — командир взвода разведки 61-го отдельного истребительно-противотанкового дивизиона
- Размадзе, Галактион Самсонович, капитан — командир 5-й стрелковой роты 190-го стрелкового полка
- Рай, Александр Михайлович, красноармеец — наводчик станкового пулемёта 2-го стрелкового батальона 190-го стрелкового полка
- Северилов, Николай Семёнович, старший лейтенант — командира роты 190-го стрелкового полка
- Черненко, Пётр Степанович, капитан — командир роты 142-го стрелкового полка
- Шукуров, Ахмеджан, сержант — наводчик станкового пулемёта 336-го стрелкового полка
- Югалов, Иван Петрович, старший сержант — командир орудия батареи 45-мм пушек 336-го стрелкового полка.

## Память
- В Заводском районе города Орёл постановлением администрации города № 2562 от 31 декабря 2008 года в честь дивизии была названа улица.[22]
- Имя дивизии носит школа № 49 города Орёл, в которой открыт музей, посвященный памяти дивизии.[23]

## Газета
Выходила газета «Защитник Отечества». Редактор — майор Сегал Мирон Соломонович (1916-?)